# 2017. évi téli európai ifjúsági olimpiai fesztivál
A 2017. évi téli európai ifjúsági olimpiai fesztivált Erzurumban, Törökországban rendezték 2017. február 12. és 17. között.
A fesztivált eredetileg Bosznia-Hercegovinában, Szarajevóban és Kelet-Szarajevóban rendezték volna, miközben az erzurumi fesztiválra 2019-ben került volna sor. 2015 novemberében döntés született a két helyszín felcseréléséről, mivel Szarajevóban a sportlétesítmények nem készültek volna el 2017-re, Törökországban viszont már rendelkezésre állt megfelelő infrastruktúra, ugyanis a 2011. évi téli universiadét Erzurumban rendezték.

## A versenyek helyszínei
- Kazım Karabekir Stadion - nyitóünnepség
- Palandoken Síközpont - alpesisí, snowboard
- Kandilli Téli Üdülőközpont - biatlon, sífutás
- Milli Piyango Curling Aréna - curling
- Erzurum Jégkorcsolya Aréna - műkorcsolya, rövidpályás gyorskorcsolya
- Erzurum GSIM Jégcsarnok - jégkorong
- Kiremitlik Magasugró Sánc - síugrás

## Kabala
A 2017. évi téli európai ifjúsági olimpiai fesztivál kabalája a Karbeyaz névre keresztelt hóember lett. Neve a török Kar (jelentése: hó) és Beyaz (jelentése: fehér) szavakból származik. A szervezők egy ötletpályázat kiírásával a névadást a közvéleményre bízták, ahol három név közül lehetett választani.

## Részt vevő nemzetek
Az alábbi 34 nemzet képviseltetheti magát a sporteseményen:
- Albánia (2 – 2 férfi)
- Bosznia-Hercegovina (6 – 4 férfi, 2 nő)
- Bulgária (19 – 11 férfi, 8 nő)
- Ciprus (2 – 1 férfi, 1 nő)
- Csehország (40 – 22 férfi, 18 nő)
- Dánia (9 – 4 férfi, 5 nő)
- Észtország (19 – 11 férfi, 8 nő)
- Fehéroroszország (43 – 32 férfi, 11 nő)
- Finnország (30 – 17 férfi, 13 nő)
- Franciaország (59 – 40 férfi, 19 nő)
- Görögország (10 – 6 férfi, 4 nő)
- Grúzia (6 – 4 férfi, 2 nő)
- Hollandia (15 – 10 férfi, 5 nő)
- Horvátország (5 – 1 férfi, 4 nő)
- Izland (14 – 8 férfi, 6 nő)
- Koszovó (5 – 2 férfi, 3 nő)
- Lengyelország (18 – 7 férfi, 11 nő)
- Litvánia (9 – 5 férfi, 4 nő)
- Luxemburg (4 – 3 férfi, 1 nő)
- Moldova (2 – 1 férfi, 1 nő)
- Montenegró (2 – 1 férfi, 1 nő)
- Egyesült Királyság (17 – 9 férfi, 8 nő)
- Norvégia (8 – 4 férfi, 4 nő)
- Olaszország (10 – 5 férfi, 5 nő)
- Oroszország (75 – 48 férfi, 27 nő)
- Örményország (3 – 2 férfi, 1 nő)
- Románia (29 – 17 férfi, 12 nő)
- Spanyolország (4 – 2 férfi, 2 nő)
- Svédország (1 – 1 férfi)
- Szerbia (3 – 2 férfi, 1 nő)
- Szlovákia (40 – 29 férfi, 11 nő)
- Szlovénia (41 – 24 férfi, 17 nő)
- Törökország (74 – 45 férfi, 29 nő)
- Ukrajna (25 – 13 férfi, 12 nő)

### Visszalépők
- Andorra
- Ausztria
- Azerbajdzsán
- Belgium
- Izrael
- Írország
- Lettország
- Liechtenstein
- Észak-Macedónia
- Magyarország
- Málta
- Monaco
- Németország
- Portugália
- San Marino
- Svájc

- Magyarország - A Magyar Olimpiai Bizottság 2017. január 18-ai közleménye szerint a bizottság kizárólagos hatáskörébe tartozik a sportágak, a sportolók nevezése és sportszakemberek akkreditálása, a küldöttség kijelölése az EYOF-ra. Ugyanakkor, mivel a sporteseményen kiskorú, 14-18 esztendős sportolók versenyeznek, a Magyar Olimpiai Bizottság által alkalmazott eljárásrend szerint részvételükhöz törvényes képviselőik beleegyezése, írásos nyilatkozata szükséges. Az érintett szövetségek ennek megfelelően bekérték a sportolók törvényes képviselőinek (szüleinek) írásbeli nyilatkozatát, akik azonban a Törökországban uralkodó biztonsági helyzet miatt, a gyerekek biztonsága érdekében nem járultak hozzá gyermekeik törökországi versenyzéséhez. A szövetségek ezt követően elnökségi határozatba foglalt döntésükkel visszavonták részvételi és nevezési kérelmüket, amelyről tájékoztatták a Magyar Olimpiai Bizottságot. A Magyar Olimpiai Bizottság a szövetségekkel egyeztetve teljes körűen értékelte az előálló helyzetet, amelynek eredményeképpen az 1993 óta megrendezésre kerülő téli EYOF-versenyek történetében Magyarország először nem nevezett sportolót az eseményre.[2]

## Versenyszámok
| Versenyszámok a 2017. évi téli európai ifjúsági olimpiai fesztiválon |       |     |        |          |
| Sportág, szakág                                                      | férfi | női | vegyes | összesen |
| Alpesisí                                                             | 2     | 2   | 1      | 5        |
| Biatlon                                                              | 2     | 2   | 1      | 5        |
| Curling                                                              | 1     | 1   |        | 2        |
| Jégkorong                                                            | 1     |     |        | 1        |
| Műkorcsolya                                                          | 1     | 1   |        | 2        |
| Rövidpályás gyorskorcsolya                                           | 3     | 3   | 1      | 7        |
| Sífutás                                                              | 3     | 3   | 1      | 7        |
| Síugrás                                                              | 2     | 2   |        | 4        |
| Snowboard                                                            | 2     | 2   | 1      | 5        |
|                                                                      |       |     |        |          |
| Összesen                                                             | 17    | 16  | 5      | 38       |

## Menetrend
A 2017. évi téli európai ifjúsági olimpiai fesztivál menetrendje:
| ● | Nyitóünnepség | ● | Versenynapok | ● | Döntők | ● | Záróünnepség |

| Február                    | Február                    | 12 | 13 | 14 | 15 | 16 | 17 | Versenyszámok |
| -------------------------- | -------------------------- | -- | -- | -- | -- | -- | -- | ------------- |
| Ünnepségek                 | Ünnepségek                 | ●  |    |    |    |    | ●  |               |
| Alpesisí                   | Alpesisí                   |    | 1  | 1  | 1  | 1  | 1  | 5             |
| Biatlon                    | Biatlon                    |    |    | 2  | 2  |    | 1  | 5             |
| Curling                    | Curling                    |    | ●  | ●  | ●  | ●  | 2  | 2             |
| Jégkorong                  | Jégkorong                  |    | ●  | ●  | ●  | ●  | 1  | 1             |
| Műkorcsolya                | Műkorcsolya                |    | ●  |    | 2  |    |    | 2             |
| Rövidpályás gyorskorcsolya | Rövidpályás gyorskorcsolya |    |    |    | 2  | 2  | 3  | 7             |
| Sífutás                    | Sífutás                    |    | 2  | 2  |    | 2  | 1  | 7             |
| Síugrás                    | Síugrás                    |    |    | 2  |    |    | 2  | 4             |
| Snowboard                  | Snowboard                  |    | 2  |    | 2  | 1  |    | 5             |
| Összes aznapi döntő        | Összes aznapi döntő        |    | 5  | 7  | 9  | 6  | 11 | 38            |

## Éremtáblázat
| A 2017. évi téli európai ifjúsági olimpiai fesztivál éremtáblázata | A 2017. évi téli európai ifjúsági olimpiai fesztivál éremtáblázata | A 2017. évi téli európai ifjúsági olimpiai fesztivál éremtáblázata | A 2017. évi téli európai ifjúsági olimpiai fesztivál éremtáblázata | A 2017. évi téli európai ifjúsági olimpiai fesztivál éremtáblázata | Olimpia  |
| ------------------------------------------------------------------ | ------------------------------------------------------------------ | ------------------------------------------------------------------ | ------------------------------------------------------------------ | ------------------------------------------------------------------ | -------- |
|                                                                    | Ország                                                             | Arany                                                              | Ezüst                                                              | Bronz                                                              | Összesen |
| 1.                                                                 | Oroszország                                                        | 19                                                                 | 9                                                                  | 11                                                                 | 39       |
| 2.                                                                 | Franciaország                                                      | 7                                                                  | 8                                                                  | 6                                                                  | 21       |
| 3.                                                                 | Szlovénia                                                          | 5                                                                  | 2                                                                  | 3                                                                  | 10       |
| 4.                                                                 | Olaszország                                                        | 2                                                                  | 1                                                                  | 6                                                                  | 9        |
| 5.                                                                 | Finnország                                                         | 1                                                                  | 5                                                                  | 4                                                                  | 10       |
| 6.                                                                 | Lengyelország                                                      | 1                                                                  | 1                                                                  | 2                                                                  | 4        |
| 7.                                                                 | Csehország                                                         | 1                                                                  | 1                                                                  | 1                                                                  | 3        |
| 8.                                                                 | Luxemburg                                                          | 1                                                                  | 1                                                                  | 0                                                                  | 2        |
| 9.                                                                 | Litvánia                                                           | 1                                                                  | 0                                                                  | 0                                                                  | 1        |
| 10.                                                                | Ukrajna                                                            | 0                                                                  | 3                                                                  | 0                                                                  | 3        |
| 11.                                                                | Hollandia                                                          | 0                                                                  | 2                                                                  | 1                                                                  | 3        |
| 11.                                                                | Törökország                                                        | 0                                                                  | 2                                                                  | 1                                                                  | 3        |
| 13.                                                                | Észtország                                                         | 0                                                                  | 1                                                                  | 0                                                                  | 1        |
| 13.                                                                | Fehéroroszország                                                   | 0                                                                  | 1                                                                  | 0                                                                  | 1        |
| 13.                                                                | Horvátország                                                       | 0                                                                  | 1                                                                  | 0                                                                  | 1        |
| 16.                                                                | Grúzia                                                             | 0                                                                  | 0                                                                  | 1                                                                  | 1        |
| 16.                                                                | Egyesült Királyság                                                 | 0                                                                  | 0                                                                  | 1                                                                  | 1        |
| 16.                                                                | Szlovákia                                                          | 0                                                                  | 0                                                                  | 1                                                                  | 1        |
|                                                                    |                                                                    |                                                                    |                                                                    |                                                                    |          |
| Összesen                                                           | Összesen                                                           | 38                                                                 | 38                                                                 | 38                                                                 | 114      |